# Junior League World Series 2012/Qualifikation
Die Qualifikation zu den Junior League World Series 2012 fand zwischen Juni und August 2012 statt.
Die Junior League Baseball World Series sind das größte Sportturnier im Baseball für Knaben zwischen 13 und 14 Jahren aus der ganzen Welt. Die Qualifikation wird aufgeteilt in fünf Regionen in den Vereinigten Staaten und fünf internationalen Regionen ausgetragen.

## Vereinigte Staaten

### Ost
Das Turnier fand vom 4. bis 9. August 2012 im Freehold Township, New Jersey statt.

#### Teilnehmende Teams
| Staat         | Stadt             | Team                         |
| ------------- | ----------------- | ---------------------------- |
| Connecticut   | Tolland           | Tolland LL                   |
| Delaware      | Milford           | Milford LL                   |
| Gastgeber     | Freehold Township | Freehold Township LL         |
| Maine         | Bangor            | Bangor Westside/East LL      |
| Maryland      | Chesapeake City   | Chesapeake City Community LL |
| Massachusetts | Oxford            | Oxford LL                    |
| New Jersey    | Howell Township   | Howell Township Southern LL  |
| New York      | Franklin Square   | Franklin Square LL           |
| Pennsylvania  | Dunbar            | Dunbar Area LL               |
| Rhode Island  | Johnston          | Johnston LL                  |

#### Playoff
|  | 1. Runde         | 1. Runde     | 1. Runde |                   |                  | 2. Runde         | 2. Runde        | 2. Runde         |                  |                   | 3. Runde          | 3. Runde      | 3. Runde |                  |              | 4. Runde | 4. Runde | 4. Runde |  |                 | Halbfinale  | Halbfinale | Halbfinale |  |  | Finale | Finale | Finale | Finale |
|  |                  |              |          |                   |                  |                  |                 |                  |                  |                   |                   |               |          |                  |              |          |          |          |  |                 |             |            |            |  |  |        |        |        |        |
|  |                  |              |          |                   |                  | Spiel 3          |                 |                  |                  |                   |                   |               |          |                  |              |          |          |          |  |                 |             |            |            |  |  |        |        |        |        |
|  | USA-Maryland     | Maryland     | 6        |                   |                  |                  |                 |                  |                  |                   |                   |               |          |                  |              |          |          |          |  |                 |             |            |            |  |  |        |        |        |        |
|  | USA-Connecticut  | Connecticut  | 8        |                   |                  | Spiel 7          | Spiel 7         | Spiel 7          |                  |                   |                   |               |          |                  |              |          |          |          |  |                 |             |            |            |  |  |        |        |        |        |
|  | Spiel 1          | Spiel 1      | Spiel 1  |                   |                  |                  | USA-Connecticut | Connecticut      | 11               |                   |                   |               |          |                  |              |          |          |          |  |                 |             |            |            |  |  |        |        |        |        |
|  | USA-Pennsylvania | Pennsylvania | 15       | Spiel 4           | Spiel 4          | Spiel 4          |                 | USA-New Jersey   | New Jersey       | 2                 |                   |               |          |                  |              |          |          |          |  |                 |             |            |            |  |  |        |        |        |        |
|  | USA-Delaware     | Delaware     | 4        |                   |                  | USA-Pennsylvania | Pennsylvania    | 0                |                  |                   |                   |               |          |                  |              |          |          |          |  |                 |             |            |            |  |  |        |        |        |        |
|  |                  |              |          |                   |                  | USA-New Jersey   | New Jersey      | 12               |                  |                   | Spiel 9           | Spiel 9       | Spiel 9  |                  |              |          |          |          |  |                 |             |            |            |  |  |        |        |        |        |
|  |                  |              |          | Siegerrunde       | Siegerrunde      | Siegerrunde      | USA-Connecticut | Connecticut      | 5                |                   |                   |               |          |                  |              |          |          |          |  |                 |             |            |            |  |  |        |        |        |        |
|  | Spiel 5          | Spiel 5      | Spiel 5  |                   |                  |                  |                 | USA-New York     | New York         | 6                 |                   |               |          |                  |              |          |          |          |  |                 |             |            |            |  |  |        |        |        |        |
|  | Spiel 2          | Spiel 2      | Spiel 2  | USA-Massachusetts | Massachusetts    | 9                |                 |                  |                  |                   |                   |               |          |                  |              |          |          |          |  |                 |             |            |            |  |  |        |        |        |        |
|  | USA-New Jersey   | Gastgeber    | 7        |                   |                  | USA-Rhode Island | Rhode Island    | 4                |                  |                   | Spiel 8           | Spiel 8       | Spiel 8  |                  |              |          |          |          |  |                 |             |            |            |  |  |        |        |        |        |
|  | USA-Rhode Island | Rhode Island | 16       |                   |                  |                  |                 |                  |                  | USA-Massachusetts | Massachusetts     | 6             |          |                  |              |          |          |          |  |                 |             |            |            |  |  |        |        |        |        |
|  |                  |              |          | Spiel 6           | Spiel 6          | Spiel 6          |                 | USA-New York     | New York         | 10                |                   |               |          |                  |              |          |          |          |  |                 |             |            |            |  |  |        |        |        |        |
|  | USA-New York     | New York     | 9        |                   |                  |                  |                 |                  |                  |                   |                   |               |          |                  |              |          |          |          |  |                 |             |            |            |  |  |        |        |        |        |
|  | USA-Maine        | Maine        | 7        |                   |                  | USA-New York     | New York        | 9                | 10               |                   |                   |               |          |                  |              |          |          |          |  |                 |             |            |            |  |  |        |        |        |        |
|  |                  |              |          |                   | USA-Rhode Island | Rhode Island     | 19              | 8                |                  |                   |                   |               |          |                  |              |          |          |          |  |                 |             |            |            |  |  |        |        |        |        |
|  |                  |              |          |                   |                  |                  |                 |                  |                  |                   |                   |               |          |                  |              |          |          |          |  |                 |             |            |            |  |  |        |        |        |        |
|  |                  |              |          |                   |                  |                  |                 |                  |                  |                   |                   |               |          |                  |              |          |          |          |  |                 |             |            |            |  |  |        |        |        |        |
|  | USA-Pennsylvania | Pennsylvania | 9        |                   |                  |                  |                 |                  |                  |                   |                   |               |          |                  |              |          |          |          |  |                 |             |            |            |  |  |        |        |        |        |
|  | USA-Maryland     | Maryland     | 9        |                   |                  | USA-New Jersey   | Gastgeber       | 2                |                  |                   | USA-Pennsylvania  | Pennsylvania  | 10       |                  |              |          |          |          |  |                 |             |            |            |  |  |        |        |        |        |
|  | USA-New Jersey   | Gastgeber    | 19       |                   |                  |                  |                 |                  |                  |                   | USA-Massachusetts | Massachusetts | 6        |                  |              |          |          |          |  |                 |             |            |            |  |  |        |        |        |        |
|  |                  |              |          | Verliererrunde    | Verliererrunde   | Verliererrunde   |                 | USA-Pennsylvania | Pennsylvania     | 6                 |                   |               |          |                  |              |          |          |          |  |                 |             |            |            |  |  |        |        |        |        |
|  | USA-Rhode Island | Rhode Island | 10       | Verliererrunde    | Verliererrunde   | Verliererrunde   |                 |                  | USA-Rhode Island | Rhode Island      | 9                 |               |          | USA-Rhode Island | Rhode Island | 13       |          |          |  |                 |             |            |            |  |  |        |        |        |        |
|  | USA-Delaware     | Delaware     | 5        |                   |                  | USA-Maine        | Maine           | 0                |                  |                   | USA-Rhode Island  | Rhode Island  | 7        |                  |              |          |          |          |  | USA-Connecticut | Connecticut | 7          |            |  |  |        |        |        |        |
|  | USA-Maine        | Maine        | 15       |                   |                  |                  |                 |                  |                  |                   | USA-New Jersey    | New Jersey    | 2        |                  |              |          |          |          |  |                 |             |            |            |  |  |        |        |        |        |

### Südost
Das Turnier fand vom 3. bis 7. August 2013 in Greenville, South Carolina statt.

#### Vorrunde

##### Gruppe A
| Platz | Stadt        | Mannschaft                  | W-L |
| ----- | ------------ | --------------------------- | --- |
| 1.    | Greeneville  | Greeneville LL              | 2–1 |
| 2.    | Dumfries     | Dumfries District LL        | 2–1 |
| 3.    | Anderson     | Anderson Area YMCA LL       | 2–1 |
| 4.    | Dunbar/Nitro | Dunbar/Cross Lanes Nitro LL | 0–3 |

| Datum     | Zeit  | Stadion | Begegnung      | Begegnung | Begegnung     | Ergebnis |
| --------- | ----- | ------- | -------------- | --------- | ------------- | -------- |
| 3. August | 12:00 |         | Virginia       | –         | Tennessee     | 4:7      |
| 3. August | 18:00 |         | South Carolina | –         | West Virginia | 17:10    |
| 4. August | 12:00 |         | South Carolina | –         | Virginia      | 14:15    |
| 4. August | 15:00 |         | Tennessee      | –         | West Virginia | 12:2     |
| 5. August | 09:00 |         | Virginia       | –         | West Virginia | 12:5     |
| 5. August | 18:00 |         | South Carolina | –         | Tennessee     | 12:2     |

##### Gruppe B
| Platz | Stadt          | Mannschaft                | W-L |
| ----- | -------------- | ------------------------- | --- |
| 1.    | Rockledge      | Rockledge LL              | 3–0 |
| 2.    | Clemmons       | Southwest Forsyth LL      | 2–1 |
| 3.    | Vestavia Hills | Vestavia Hills LL         | 1–2 |
| 4.    | Marietta       | East Marietta National LL | 0–3 |

| Datum     | Zeit  | Stadion | Begegnung      | Begegnung | Begegnung      | Ergebnis |
| --------- | ----- | ------- | -------------- | --------- | -------------- | -------- |
| 3. August | 09:00 |         | Florida        | –         | Alabama        | 9:4      |
| 3. August | 15:00 |         | Georgia        | –         | North Carolina | 3:6      |
| 4. August | 09:00 |         | Georgia        | –         | Florida        | 5:16     |
| 4. August | 18:00 |         | Alabama        | –         | North Carolina | 2:8      |
| 5. August | 12:00 |         | Georgia        | –         | Alabama        | 8:9      |
| 5. August | 15:00 |         | North Carolina | –         | Florida        | 3:9      |

#### Playoff
|  | Halbfinale        | Halbfinale |              |            | Finale    | Finale    |
|  |                   |            |              |            |           |           |
|  | 6. August         |            |              |            |           |           |
|  | A1 Tennessee      | 3          |              |            |           |           |
|  | B2 North Carolina | 2          |              |            | 7. August | 7. August |
|  |                   |            | A1 Tennessee | 3          |           |           |
|  | 6. August         | 6. August  |              | B1 Florida | 6         |           |
|  | B1 Florida        | 7          |              |            |           |           |
|  | A2 Virginia       | 1          |              |            |           |           |
|  |                   |            |              |            |           |           |

### Südwest
Das Turnier fand vom 3. bis 7. August 2012 in Albuquerque, New Mexico statt.

#### Teilnehmende Teams
| Staat      | Stadt          | Team                     |
| ---------- | -------------- | ------------------------ |
| Colorado   | Falcon         | High Plains LL           |
| Gastgeber  | Albuquerque    | Petroglyph LL            |
| Louisiana  | Lafayette      | Lafayette LL             |
| New Mexico | Roswell        | Roswell Noon Optimist LL |
| Oklahoma   | Bryan County   | Bryan County LL          |
| Osttexas   | Brenham        | Washington County LL     |
| Westtexas  | Corpus Christi | Oil Belt LL              |

#### Playoff
|  | 1. Runde       | 1. Runde       | 1. Runde       |                |               | 2. Runde       | 2. Runde       | 2. Runde      |           |    | 3. Runde | 3. Runde | 3. Runde  |                |            | Halbfinale | Halbfinale | Halbfinale |  |  | Finale | Finale | Finale |
|  |                |                |                |                |               |                |                |               |           |    |          |          |           |                |            |            |            |            |  |  |        |        |        |
|  | Spiel 1        |                |                |                |               |                |                |               |           |    |          |          |           |                |            |            |            |            |  |  |        |        |        |
|  | USA-Oklahoma   | Oklahoma       | 5              |                |               |                |                |               |           |    |          |          |           |                |            |            |            |            |  |  |        |        |        |
|  | USA-New Mexico | New Mexico     | 15             |                |               | Spiel 5        | Spiel 5        | Spiel 5       |           |    |          |          |           |                |            |            |            |            |  |  |        |        |        |
|  |                |                |                | USA-New Mexico | New Mexico    | 6              |                |               |           |    |          |          |           |                |            |            |            |            |  |  |        |        |        |
|  | Spiel 2        | Spiel 2        | Spiel 2        |                | USA-Texas     | Osttexas       | 5              |               |           |    |          |          |           |                |            |            |            |            |  |  |        |        |        |
|  | USA-Texas      | Osttexas       |                |                |               |                |                |               |           |    |          |          |           |                |            |            |            |            |  |  |        |        |        |
|  |                | Freilos        |                |                |               | Spiel 7        | Spiel 7        | Spiel 7       |           |    |          |          |           |                |            |            |            |            |  |  |        |        |        |
|  |                |                |                | Siegerrunde    | Siegerrunde   | Siegerrunde    | USA-New Mexico | New Mexico    | 0         |    |          |          |           |                |            |            |            |            |  |  |        |        |        |
|  | Spiel 3        | Spiel 3        | Spiel 3        |                |               |                |                | USA-Texas     | Westtexas | 13 |          |          |           |                |            |            |            |            |  |  |        |        |        |
|  | USA-New Mexico | Gastgeber      | 8              |                |               |                |                |               |           |    |          |          |           |                |            |            |            |            |  |  |        |        |        |
|  | USA-Texas      | Westtexas      | 13             |                |               | Spiel 6        | Spiel 6        | Spiel 6       |           |    |          |          |           |                |            |            |            |            |  |  |        |        |        |
|  |                |                |                | USA-Texas      | Westtexas     | 3              |                |               |           |    |          |          |           |                |            |            |            |            |  |  |        |        |        |
|  | Spiel 4        | Spiel 4        | Spiel 4        |                | USA-Louisiana | Louisiana      | 0              |               |           |    |          |          |           |                |            |            |            |            |  |  |        |        |        |
|  | USA-Louisiana  | Louisiana      | 12             |                |               |                |                |               |           |    |          |          |           |                |            |            |            |            |  |  |        |        |        |
|  | USA-Colorado   | Colorado       | 2              |                |               | USA-Texas      | Westtexas      | 14            |           |    |          |          |           |                |            |            |            |            |  |  |        |        |        |
|  |                |                |                |                | USA-Texas     | Osttexas       | 0              |               |           |    |          |          |           |                |            |            |            |            |  |  |        |        |        |
|  |                |                |                |                |               |                |                |               |           |    |          |          |           |                |            |            |            |            |  |  |        |        |        |
|  |                |                |                |                |               |                |                |               |           |    |          |          |           |                |            |            |            |            |  |  |        |        |        |
|  | USA-New Mexico | Gastgeber      | 18             |                |               |                |                |               |           |    |          |          |           |                |            |            |            |            |  |  |        |        |        |
|  | USA-Colorado   | Colorado       | 8              |                |               | USA-New Mexico | Gastgeber      | 6             |           |    |          |          |           |                |            |            |            |            |  |  |        |        |        |
|  |                |                |                |                |               | USA-Texas      | Osttexas       | 7             |           |    |          |          |           |                |            |            |            |            |  |  |        |        |        |
|  | Verliererrunde | Verliererrunde | Verliererrunde | USA-Texas      | Osttexas      | 22             |                |               |           |    |          |          |           |                |            |            |            |            |  |  |        |        |        |
|  | Verliererrunde | Verliererrunde | Verliererrunde | USA-Oklahoma   | Oklahoma      |                |                | USA-Louisiana | Louisiana | 3  |          |          | USA-Texas | Osttexas       | 16         |            |            |            |  |  |        |        |        |
|  |                | Freilos        |                |                |               | USA-Oklahoma   | Oklahoma       | 1             |           |    |          |          |           | USA-New Mexico | New Mexico | 6          |            |            |  |  |        |        |        |
|  |                |                |                |                |               | USA-Louisiana  | Louisiana      | 12            |           |    |          |          |           |                |            |            |            |            |  |  |        |        |        |

### West
Das Turnier fand vom 31. Juli bis 8. August 2012 in Vancouver, Washington statt.

#### Vorrunde

##### Gruppe A
| Platz | Stadt                    | Mannschaft                                 | W-L |
| ----- | ------------------------ | ------------------------------------------ | --- |
| 1.    | Manhattan Beach*         | Manhattan LL                               | 4–0 |
| 2.    | Beaverton                | Murrayhill LL                              | 3–1 |
| 3.    | Boise                    | North Boise/Capital LL                     | 2–2 |
| 4.    | Vancouver**              | Columbia LL                                | 2–2 |
| 5.    | Carson City              | Carson City LL                             | 1–3 |
| 6.    | Frenchtown/Lolo/Missoula | Lolo Peak/Mullan Trail/Mount Jumbo East LL | 0–4 |

* Südkalifornien

** Gastgeber
| Datum     | Zeit  | Stadion | Begegnung      | Begegnung | Begegnung      | Ergebnis |
| --------- | ----- | ------- | -------------- | --------- | -------------- | -------- |
| 31. Juli  | 15:00 |         | Südkalifornien | –         | Gastgeber      | 15:5     |
| 1. August | 10:00 |         | Oregon         | –         | Nevada         | 14:4     |
| 1. August | 13:00 |         | Idaho          | –         | Montana        | 3:1      |
| 2. August | 10:00 |         | Südkalifornien | –         | Montana        | 14:0     |
| 2. August | 19:00 |         | Gastgeber      | –         | Nevada         | 16:4     |
| 3. August | 10:00 |         | Oregon         | –         | Idaho          | 11:10    |
| 3. August | 19:00 |         | Montana        | –         | Gastgeber      | 1:7      |
| 4. August | 13:00 |         | Idaho          | –         | Nevada         | 19:22    |
| 4. August | 16:00 |         | Südkalifornien | –         | Oregon         | 11:1     |
| 5. August | 16:00 |         | Montana        | –         | Oregon         | 1:2      |
| 6. August | 16:00 |         | Nevada         | –         | Südkalifornien | 5:15     |
| 6. August | 19:00 |         | Idaho          | –         | Gastgeber      | 13:3     |

##### Gruppe B
| Platz | Stadt           | Mannschaft                           | W-L |
| ----- | --------------- | ------------------------------------ | --- |
| 1.    | Wailuku/Makawao | Central East Maui/Maui Up Country LL | 3–1 |
| 2.    | Naches          | Upper Valley LL                      | 3–1 |
| 3.    | Yuma            | Yuma West LL                         | 2–2 |
| 4.    | Cedar City      | Cedar National LL                    | 2–2 |
| 5.    | Rocklin*        | Rocklin LL                           | 1–3 |
| 6.    | Juneau          | Gastineau Channel LL                 | 1–3 |

* Nordkalifornien
| Datum     | Zeit  | Stadion | Begegnung       | Begegnung | Begegnung       | Ergebnis |
| --------- | ----- | ------- | --------------- | --------- | --------------- | -------- |
| 31. Juli  | 18:00 |         | Washington      | –         | Utah            | 14:4     |
| 1. August | 16:00 |         | Nordkalifornien | –         | Hawaii          | 4:5      |
| 1. August | 19:00 |         | Arizona         | –         | Alaska          | 7:8      |
| 2. August | 13:00 |         | Arizona         | –         | Nordkalifornien | 4:5      |
| 2. August | 16:00 |         | Utah            | –         | Alaska          | 17:12    |
| 3. August | 13:00 |         | Hawaii          | –         | Washington      | 11:0     |
| 3. August | 16:00 |         | Arizona         | –         | Utah            | 8:6      |
| 4. August | 10:00 |         | Nordkalifornien | –         | Washington      | 9:10     |
| 4. August | 19:00 |         | Hawaii          | –         | Alaska          | 8:2      |
| 5. August | 13:00 |         | Arizona         | –         | Hawaii          | 5:4      |
| 5. August | 19:00 |         | Washington      | –         | Alaska          | 8:6      |
| 6. August | 13:00 |         | Utah            | –         | Nordkalifornien | 16:13    |

#### Playoff
|  | Halbfinale          | Halbfinale |               |    | Finale    | Finale    |
|  |                     |            |               |    |           |           |
|  | A1 Südkalifornien   | 10         |               |    |           |           |
|  | B2 Washington       | 4          |               |    |           |           |
|  | 7. August           |            |               |    |           |           |
|  |                     |            | 8. August     |    |           |           |
|  | A1 Südkalifornien   | 1          |               |    |           |           |
|  |                     | B1 Hawaii  | 0             |    |           |           |
|  |                     |            |               |    |           |           |
|  | Spiel um Platz drei |            |               |    |           |           |
|  | 7. August           | 7. August  | B2 Washington | 11 |           |           |
|  | B1 Hawaii           | 12         | A2 Oregon     | 9  |           |           |
|  | A2 Oregon           | 1          |               |    | 8. August | 8. August |

### Zentral
Das Turnier fand vom 4. bis 9. August 2012 in Fort Wayne, Indiana statt.

#### Vorrunde
| Platz | Stadt          | Mannschaft                       | W-L |
| ----- | -------------- | -------------------------------- | --- |
| 1.    | Jeffersonville | Jeffersonville/GRC American LL   | 4–0 |
| 2.    | La Grange      | North Oldham LL                  | 3–1 |
| 3.    | Duluth         | Lake Park LL                     | 3–1 |
| 4.    | North Canton   | North Canton LL                  | 3–1 |
| 5.    | Madison        | East Madison LL                  | 3–1 |
| 6.    | Urbandale      | Urbandale LL                     | 2–2 |
| 7.    | Gladstone      | Gladstone Area LL                | 2–2 |
| 8.    | De Soto        | De Soto LL                       | 1–3 |
| 9.    | South Elgin    | South Elgin Lions LL             | 1–3 |
| 10.   | Fort Wayne*    | Georgetown Community American LL | 0–4 |
| 11.   | Fargo          | Fargo LL                         | 0–4 |

* Gastgeber
| Datum     | Zeit  | Stadion               | Begegnung    | Begegnung | Begegnung | Ergebnis |
| --------- | ----- | --------------------- | ------------ | --------- | --------- | -------- |
| 4. August | 11:00 | St. Joe Central Field | Wisconsin    | –         | Kentucky  | 9:5      |
| 4. August | 15:30 | St. Joe Central Field | Indiana      | –         | Gastgeber | 13:0     |
| 4. August | 18:00 | St. Joe Central Field | Iowa         | –         | Indiana   | 6:8      |
| 4. August | 11:00 | Georgetown Field      | North Dakota | –         | Missouri  | 12:13    |
| 4. August | 16:00 | Georgetown Field      | Illinois     | –         | Minnesota | 6:8      |
| 4. August | 18:30 | Georgetown Field      | Michigan     | –         | Ohio      | 11:17    |
| 5. August | 13:00 | Georgetown Field      | Gastgeber    | –         | Ohio      | 3:15     |
| 5. August | 16:00 | Georgetown Field      | Missouri     | –         | Michigan  | 3:14     |
| 5. August | 19:00 | Georgetown Field      | Wisconsin    | –         | Illinois  | 15:5     |
| 5. August | 14:00 | St. Joe Central Field | North Dakota | –         | Minnesota | 2:5      |
| 5. August | 17:00 | St. Joe Central Field | Kentucky     | –         | Iowa      | 11:1     |
| 6. August | 12:00 | Georgetown Field      | Kentucky     | –         | Missouri  | 19:0     |
| 6. August | 15:00 | Georgetown Field      | Ohio         | –         | Iowa      | 6:9      |
| 6. August | 18:00 | Georgetown Field      | Wisconsin    | –         | Indiana   | 5:15     |
| 6. August | 12:00 | St. Joe Central Field | North Dakota | –         | Michigan  | 2:8      |
| 6. August | 15:00 | St. Joe Central Field | Gastgeber    | –         | Illinois  | 7:9      |
| 6. August | 18:00 | St. Joe Central Field | Gastgeber    | –         | Minnesota | 1:17     |
| 7. August | 10:00 | St. Joe Central Field | Kentucky     | –         | Michigan  | 6:3      |
| 7. August | 13:00 | St. Joe Central Field | Wisconsin    | –         | Missouri  | 11:0     |
| 7. August | 16:00 | St. Joe Central Field | Indiana      | –         | Illinois  | 17:1     |
| 7. August | 12:00 | Georgetown Field      | North Dakota | –         | Iowa      | 4:14     |
| 7. August | 15:00 | Georgetown Field      | Minnesota    | –         | Ohio      | 4:5      |

#### Playoff
|  | Viertelfinale | Viertelfinale | Viertelfinale |  |  | Halbfinale | Halbfinale | Halbfinale |  |   | Finale | Finale   | Finale |
|  |               |               |               |  |  |            |            |            |  |   |        |          |        |
|  |               |               |               |  |  | 1          | Indiana    | 4          |  |   |        |          |        |
|  | 4             | Ohio          | 6             |  |  | 4          | Ohio       | 6          |  |   |        |          |        |
|  | 5             | Wisconsin     | 1             |  |  |            |            |            |  | 4 | Ohio   | 22       |        |
|  |               |               |               |  |  |            |            |            |  |   | 2      | Kentucky | 3      |
|  |               |               |               |  |  | 2          | Kentucky   | 6          |  |   |        |          |        |
|  | 3             | Minnesota     | 13            |  |  | 3          | Minnesota  | 4          |  |   |        |          |        |
|  | 6             | Iowa          | 11            |  |  |            |            |            |  |   |        |          |        |

## International

### Asien-Pazifik
Das Turnier fand vom 30. Juni bis 6. Juli 2012 in Nha Trang, Vietnam statt.

#### Vorrunde
| Platz | Stadt       | Mannschaft       | W-L |
| ----- | ----------- | ---------------- | --- |
| 1.    | Tainan      | Min-De Junior LL | 5–0 |
| 2.    | Saipan      | Saipan LL        | 4–1 |
| 3.    | Makati City | Illam Central LL | 2–3 |
| 4.    | Jakarta     | Indonesia LL     | 2–3 |
| 5.    | Hongkong    | Hongkong LL      | 2–3 |
| 6.    | Hanoi       | Hanoi LL         | 0–5 |

| Datum    | Zeit | Stadion | Begegnung          | Begegnung | Begegnung          | Ergebnis |
| -------- | ---- | ------- | ------------------ | --------- | ------------------ | -------- |
| 30. Juni |      |         | Nördliche Marianen | –         | Hongkong           | 9:2      |
| 30. Juni |      |         | Chinesisch Taipeh  | –         | Philippinen        | 3:1      |
| 30. Juni |      |         | Indonesien         | –         | Vietnam            | 13:1     |
| 1. Juli  |      |         | Indonesien         | –         | Philippinen        | 0:7      |
| 1. Juli  |      |         | Nördliche Marianen | –         | Vietnam            | 21:0     |
| 1. Juli  |      |         | Hongkong           | –         | Chinesisch Taipeh  | 1:16     |
| 2. Juli  |      |         | Chinesisch Taipeh  | –         | Indonesien         | 11:4     |
| 2. Juli  |      |         | Nördliche Marianen | –         | Philippinen        | 3:2      |
| 2. Juli  |      |         | Hongkong           | –         | Vietnam            | 3:0      |
| 3. Juli  |      |         | Chinesisch Taipeh  | –         | Nördliche Marianen | 5:1      |
| 3. Juli  |      |         | Philippinen        | –         | Vietnam            | 17:0     |
| 3. Juli  |      |         | Indonesien         | –         | Hongkong           | 12:9     |
| 4. Juli  |      |         | Philippinen        | –         | Hongkong           | 0:12     |
| 4. Juli  |      |         | Indonesien         | –         | Nördliche Marianen | 2:8      |
| 4. Juli  |      |         | Chinesisch Taipeh  | –         | Vietnam            | 13:0     |

#### Playoff
|  | Halbfinale           | Halbfinale           |               |    | Finale  | Finale  |
|  |                      |                      |               |    |         |         |
|  | 1 Chinesisch Taipeh  | 10                   |               |    |         |         |
|  | 4 Indonesien         | 1                    |               |    |         |         |
|  | 5. Juli              |                      |               |    |         |         |
|  |                      |                      | 6. Juli       |    |         |         |
|  | 1 Chinesisch Taipeh  | 5                    |               |    |         |         |
|  |                      | 2 Nördliche Marianen | 1             |    |         |         |
|  |                      |                      |               |    |         |         |
|  | Trost-Spiel          |                      |               |    |         |         |
|  | 5. Juli              | 5. Juli              | 4 Indonesien  | 4  |         |         |
|  | 2 Nördliche Marianen | 3                    | 3 Philippinen | 15 |         |         |
|  | 3 Philippinen        | 2                    |               |    | 6. Juli | 6. Juli |

### Europa, Mittlerer Osten und Afrika
Das Turnier fand vom 2. bis 9. Juli 2012 in Kutno, Polen statt.

#### Vorrunde

##### Gruppe A
| Platz | Stadt                          | Mannschaft                      | W-L |
| ----- | ------------------------------ | ------------------------------- | --- |
| 1.    | Lazio                          | Lazio LL                        | 4–0 |
| 2.    | London                         | London Area Youth LL            | 3–1 |
| 3.    | Śląsk                          | Śląsk LL                        | 1–3 |
| 4.    | Budapest/Debrecen/Jánossomorja | MOBSSZ Debrecen/Janossomorja LL | 1–3 |
| 5.    | Tiraspol                       | Kvint LL                        | 1–3 |

| Datum   | Zeit  | Stadion             | Begegnung              | Begegnung | Begegnung              | Ergebnis |
| ------- | ----- | ------------------- | ---------------------- | --------- | ---------------------- | -------- |
| 2. Juli | 10:45 | Stan Musial Stadium | Moldau                 | –         | Polen                  | 6:5      |
| 2. Juli | 14:00 | Stan Musial Stadium | Ungarn                 | –         | Vereinigtes Königreich | 3:9      |
| 3. Juli | 10:00 | Junior League Field | Moldau                 | –         | Ungarn                 | 5:7      |
| 3. Juli | 13:30 | Junior League Field | Polen                  | –         | Italien                | 1:17     |
| 4. Juli | 10:00 | Stan Musial Stadium | Italien                | –         | Ungarn                 | 11:0     |
| 4. Juli | 13:00 | Stan Musial Stadium | Moldau                 | –         | Vereinigtes Königreich | 1:14     |
| 5. Juli | 10:30 | Junior League Field | Italien                | –         | Vereinigtes Königreich | 12:4     |
| 5. Juli | 13:30 | Junior League Field | Polen                  | –         | Ungarn                 | 15:5     |
| 6. Juli | 10:00 | Stan Musial Stadium | Vereinigtes Königreich | –         | Polen                  | 9:1      |
| 6. Juli | 13:00 | Stan Musial Stadium | Moldau                 | –         | Italien                | 5:15     |

##### Gruppe B
| Platz | Stadt     | Mannschaft           | W-L |
| ----- | --------- | -------------------- | --- |
| 1.    | Vilnius   | Vilnius LL           | 4–1 |
| 2.    | Mannheim  | Baden-Württemberg LL | 3–2 |
| 3.    | Brno      | Jihomoravský kraj LL | 3–2 |
| 4.    | Ramstein  | KMC American LL      | 2–3 |
| 5.    | Brest     | Brest Zubrs LL       | 2–3 |
| 6.    | Rotterdam | Rotterdam LL         | 1–4 |

| Datum   | Zeit  | Stadion             | Begegnung      | Begegnung | Begegnung      | Ergebnis |
| ------- | ----- | ------------------- | -------------- | --------- | -------------- | -------- |
| 2. Juli | 11:00 | Junior League Field | Deutschland    | –         | Tschechien     | 5:4      |
| 2. Juli | 14:30 | Junior League Field | US-Deutschland | –         | Litauen        | 4:18     |
| 2. Juli | 17:00 | Stan Musial Stadium | Niederlande    | –         | Belarus        | 5:10     |
| 3. Juli | 10:00 | Stan Musial Stadium | Belarus        | –         | US-Deutschland | 13:16    |
| 3. Juli | 13:00 | Stan Musial Stadium | Tschechien     | –         | Niederlande    | 11:0     |
| 3. Juli | 16:00 | Stan Musial Stadium | Litauen        | –         | Deutschland    | 14:3     |
| 4. Juli | 10:30 | Junior League Field | Niederlande    | –         | US-Deutschland | 0:5      |
| 4. Juli | 13:30 | Junior League Field | Belarus        | –         | Deutschland    | 6:4      |
| 4. Juli | 16:00 | Stan Musial Stadium | Tschechien     | –         | Litauen        | 7:10     |
| 5. Juli | 10:00 | Stan Musial Stadium | Litauen        | –         | Belarus        | 21:11    |
| 5. Juli | 13:00 | Stan Musial Stadium | Deutschland    | –         | Niederlande    | 12:7     |
| 5. Juli | 16:00 | Stan Musial Stadium | Tschechien     | –         | US-Deutschland | 6:5      |
| 6. Juli | 10:30 | Junior League Field | Niederlande    | –         | Litauen        | 20:10    |
| 6. Juli | 13:30 | Junior League Field | Belarus        | –         | Tschechien     | 6:9      |
| 6. Juli | 16:00 | Stan Musial Stadium | Deutschland    | –         | US-Deutschland | 16:6     |

#### Playoff
|  | Viertelfinale | Viertelfinale          | Viertelfinale |  |  | Halbfinale | Halbfinale  | Halbfinale |  |  | Finale     | Finale      | Finale     |
|  |               |                        |               |  |  |            |             |            |  |  |            |             |            |
|  | A1            | Italien                | 10            |  |  |            |             |            |  |  |            |             |            |
|  | B4            | US-Deutschland         | 1             |  |  |            |             |            |  |  |            |             |            |
|  |               |                        |               |  |  | A1         | Italien     | 13         |  |  |            |             |            |
|  |               |                        |               |  |  | B2         | Deutschland | 1          |  |  |            |             |            |
|  | B2            | Deutschland            | 15            |  |  |            |             |            |  |  |            |             |            |
|  | A3            | Polen                  | 7             |  |  |            |             |            |  |  |            |             |            |
|  |               |                        |               |  |  |            |             |            |  |  | A1         | Italien     | 11         |
|  |               |                        |               |  |  |            |             |            |  |  | B3         | Tschechien  | 8          |
|  | A2            | Vereinigtes Königreich | 0             |  |  |            |             |            |  |  |            |             |            |
|  | B3            | Tschechien             | 4             |  |  |            |             |            |  |  |            |             |            |
|  |               |                        |               |  |  | B3         | Tschechien  | 10         |  |  |            |             |            |
|  |               |                        |               |  |  | B1         | Litauen     | 0          |  |  | Trostspiel | Trostspiel  | Trostspiel |
|  | B1            | Litauen                | 16            |  |  |            |             |            |  |  | B2         | Deutschland | 5          |
|  | A4            | Ungarn                 | 0             |  |  |            |             |            |  |  | B1         | Litauen     | 6          |

### Kanada
Das Turnier fand vom 1. bis 9. August 2012 in Lethbridge, Alberta statt.

#### Vorrunde
| Platz | Stadt       | Mannschaft                   | W-L |
| ----- | ----------- | ---------------------------- | --- |
| 1.    | Surrey      | Whalley LL                   | 5–1 |
| 2.    | Calgary     | Centennial LL                | 4–2 |
| 3.    | Lethbridge* | Southwest LL                 | 4–2 |
| 4.    | Thunder Bay | Ft. William/Current River LL | 3–3 |
| 5.    | Sydney**    | Sydney LL                    | 3–3 |
| 6.    | Montreal    | N D G LL                     | 2–4 |
| 7.    | Regina      | Kiwanis National LL          | 0–6 |

* Gastgeber

** Region Atlantik
| Datum     | Zeit  | Stadion | Begegnung        | Begegnung | Begegnung        | Ergebnis |
| --------- | ----- | ------- | ---------------- | --------- | ---------------- | -------- |
| 1. August | 11:30 |         | Québec           | –         | Alberta          | 3:7      |
| 1. August | 14:30 |         | Ontario          | –         | Saskatchewan     | 8:3      |
| 1. August | 19:30 |         | Gastgeber        | –         | Atlantik         | 13:15    |
| 2. August | 08:30 |         | British Columbia | –         | Québec           | 11:0     |
| 2. August | 11:30 |         | Gastgeber        | –         | Saskatchewan     | 11:1     |
| 2. August | 14:30 |         | Atlantik         | –         | Alberta          | 5:8      |
| 3. August | 08:30 |         | Alberta          | –         | Saskatchewan     | 22:7     |
| 3. August | 11:30 |         | British Columbia | –         | Ontario          | 13:6     |
| 3. August | 14:30 |         | Québec           | –         | Atlantik         | 1:4      |
| 4. August | 08:30 |         | Québec           | –         | Saskatchewan     | 10:5     |
| 4. August | 12:00 |         | Ontario          | –         | Atlantik         | 11:2     |
| 4. August | 15:00 |         | British Columbia | –         | Gastgeber        | 8:14     |
| 5. August | 08:30 |         | Atlantik         | –         | Saskatchewan     | 21:9     |
| 5. August | 12:00 |         | Gastgeber        | –         | Ontario          | 6:2      |
| 5. August | 15:00 |         | British Columbia | –         | Alberta          | 9:6      |
| 6. August | 12:00 |         | Atlantik         | –         | British Columbia | 0:1      |
| 6. August | 15:30 |         | Québec           | –         | Ontario          | 8:7      |
| 6. August | 19:30 |         | Alberta          | –         | Gastgeber        | 17:9     |
| 7. August | 12:00 |         | Ontario          | –         | Alberta          | 14:0     |
| 7. August | 15:30 |         | Saskatchewan     | –         | British Columbia | 4:14     |
| 7. August | 19:00 |         | Gastgeber        | –         | Québec           | 6:1      |

#### Playoff
|  | Halbfinale          | Halbfinale |                    |    | Finale    | Finale    |
|  |                     |            |                    |    |           |           |
|  | 1 British Columbia  | 4          |                    |    |           |           |
|  | 4 Ontario           | 12         |                    |    |           |           |
|  | 8. August           |            |                    |    |           |           |
|  |                     |            | 9. August          |    |           |           |
|  | 4 Ontario           | 2          |                    |    |           |           |
|  |                     | 2 Alberta  | 14                 |    |           |           |
|  |                     |            |                    |    |           |           |
|  | Spiel um Platz drei |            |                    |    |           |           |
|  | 8. August           | 8. August  | 1 British Columbia | 7  |           |           |
|  | 2 Alberta           | 17         | 3 Gastgeber        | 10 |           |           |
|  | 3 Gastgeber         | 15         |                    |    | 9. August | 9. August |

### Lateinamerika
Das Turnier fand vom 7. bis 14. Juli 2012 in San José, Costa Rica statt.

#### Vorrunde

##### Gruppe A
| Platz | Stadt     | Mannschaft       | W-L |
| ----- | --------- | ---------------- | --- |
| 1.    | Vega Baja | Jaime Collazo LL | 4–1 |
| 2.    | Chitré    | Chitré LL        | 4–1 |
| 3.    | Soyapango | Fesa LL          | 3–2 |
| 4.    | Maracaibo | Cacique Mara LL  | 3–2 |
| 5.    | San José* | Atlantica LL     | 1–4 |
| 6.    | Cortés    | Marinera LL      | 0–5 |

* Gastgeber
| Datum    | Zeit  | Stadion  | Begegnung   | Begegnung | Begegnung   | Ergebnis |
| -------- | ----- | -------- | ----------- | --------- | ----------- | -------- |
| 7. Juli  | 09:00 | Field 5  | El Salvador | –         | Puerto Rico | 4:7      |
| 7. Juli  | 12:00 | El Limon | Honduras    | –         | Gastgeber   | 5:6      |
| 8. Juli  | 09:00 | Field 6  | Puerto Rico | –         | Panama      | 6:5      |
| 8. Juli  | 12:00 | El Limon | El Salvador | –         | Gastgeber   | 4:1      |
| 8. Juli  | 12:30 | Field 6  | Venezuela   | –         | Honduras    | 7:0      |
| 9. Juli  | 09:00 | Field 5  | Honduras    | –         | Panama      | 0:10     |
| 9. Juli  | 11:00 | Field 5  | Gastgeber   | –         | Puerto Rico | 1:11     |
| 9. Juli  | 12:30 | Field 5  | Venezuela   | –         | El Salvador | 2:4      |
| 10. Juli | 09:00 | Field 6  | Puerto Rico | –         | Honduras    | 6:3      |
| 10. Juli | 11:00 | Field 6  | Panama      | –         | El Salvador | 8:0      |
| 10. Juli | 12:00 | Field 6  | Venezuela   | –         | Gastgeber   | 16:1     |
| 11. Juli | 09:00 | Field 5  | Panama      | –         | Gastgeber   | 10:0     |
| 11. Juli | 11:00 | Field 5  | El Salvador | –         | Honduras    | 13:4     |
| 11. Juli | 12:00 | Field 5  | Venezuela   | –         | Puerto Rico | 13:3     |
| 12. Juli | 10:00 | Field 6  | Venezuela   | –         | Panama      | 0:2      |

##### Gruppe B
| Platz | Stadt                    | Mannschaft                  | W-L |
| ----- | ------------------------ | --------------------------- | --- |
| 1.    | Saint Thomas             | Elrod Hendricks LL          | 4–1 |
| 2.    | Oranjestad               | Aruba North LL              | 4–1 |
| 3.    | Willemstad               | Pariba LL                   | 4–1 |
| 4.    | Guatemala-Stadt          | Metropolitana LL            | 2–3 |
| 5.    | Granada                  | Don Bosco LL                | 1–4 |
| 6.    | Santo Domingo de Heredia | Santo Domingo de Heredia LL | 0–5 |

| Datum    | Zeit  | Stadion | Begegnung                    | Begegnung | Begegnung                    | Ergebnis |
| -------- | ----- | ------- | ---------------------------- | --------- | ---------------------------- | -------- |
| 7. Juli  | 09:00 | Field 6 | Aruba                        | –         | Costa Rica                   | 11:1     |
| 7. Juli  | 11:00 | Field 6 | Guatemala                    | –         | Nicaragua                    | 6:5      |
| 7. Juli  | 11:00 | Field 5 | Curaçao                      | –         | Amerikanische Jungferninseln | 9:8      |
| 8. Juli  | 09:00 | Field 5 | Costa Rica                   | –         | Nicaragua                    | 2:9      |
| 8. Juli  | 11:00 | Field 5 | Aruba                        | –         | Curaçao                      | 7:6      |
| 8. Juli  | 11:00 | Field 6 | Amerikanische Jungferninseln | –         | Guatemala                    | 18:0     |
| 9. Juli  | 08:30 | Field 6 | Nicaragua                    | –         | Aruba                        | 0:2      |
| 9. Juli  | 10:30 | Field 6 | Curaçao                      | –         | Guatemala                    | 18:0     |
| 9. Juli  | 12:00 | Field 6 | Costa Rica                   | –         | Amerikanische Jungferninseln | 2:12     |
| 10. Juli | 08:30 | Field 5 | Curaçao                      | –         | Costa Rica                   | 18:1     |
| 10. Juli | 10:30 | Field 5 | Guatemala                    | –         | Aruba                        | 3:14     |
| 10. Juli | 12:00 | Field 5 | Nicaragua                    | –         | Amerikanische Jungferninseln | 3:5      |
| 11. Juli | 08:30 | Field 6 | Costa Rica                   | –         | Guatemala                    | 4:7      |
| 11. Juli | 10:30 | Field 6 | Nicaragua                    | –         | Curaçao                      | 1:11     |
| 11. Juli | 12:00 | Field 6 | Amerikanische Jungferninseln | –         | Aruba                        | 5:1      |

#### Playoff
|  | Halbfinale                      | Halbfinale |                |    | Finale   | Finale   |
|  |                                 |            |                |    |          |          |
|  | A1 Puerto Rico                  | 0          |                |    |          |          |
|  | B2 Aruba                        | 2          |                |    |          |          |
|  | 13. Juli                        |            |                |    |          |          |
|  |                                 |            | 14. Juli       |    |          |          |
|  | B1 Amerikanische Jungferninseln | 4          |                |    |          |          |
|  |                                 | B2 Aruba   | 10             |    |          |          |
|  |                                 |            |                |    |          |          |
|  | Spiel um Platz drei             |            |                |    |          |          |
|  | 13. Juli                        | 13. Juli   | A1 Puerto Rico | 2  |          |          |
|  | B1 Amerikanische Jungferninseln | 3          | A2 Panama      | 12 |          |          |
|  | A2 Panama                       | 2          |                |    | 14. Juli | 14. Juli |

### Mexiko
In geraden Jahren hat Mexiko einen gesetzten Startplatz an den Junior League Baseball World Series.
Die mexikanische Meisterschaft wurde von der Las Puentes LL aus San Nicolás de los Garza gewonnen.